# 馬加達河喜泳鯰
馬加達河喜泳鯰（學名：Xyliphius magdalenae）為輻鰭魚綱鯰形目蝌蚪鯰科的其中一種，為亞熱帶淡水魚類，分布於南美洲馬格達萊納河流域，體長可達8公分，棲息在底層水域，生活習性不明。

## 扩展阅读
維基物種上的相關：馬加達河喜泳鯰